# Генріх Грайнер
Генріх «Гайнц» Грайнер (нім. Heinrich „Heinz“ Greiner; 12 серпня 1895, Амберг — 19 листопада 1977, Роттах-Егерн) — німецький воєначальник, генерал-лейтенант вермахту. Кавалер Лицарського хреста Залізного хреста з дубовим листям.

## Біографія
Учасник Першої світової війни. Після демобілізації армії залишений в рейхсвері, служив у піхоті. З 10 листопада 1938 року — командир 3-го батальйону, з 6 лютого по 25 вересня 1940 року — 63-го піхотного полку 27-ї піхотної дивізії. Учасник Польської і Французької кампаній. З 20 квітня 1941 року — командир 499-го піхотного полку 268-ї піхотної дивізії. Учасник Німецько-радянської війни. З 20 квітня 1942 року — командир своєї дивізії, з 20 листопада 1943 по 1 січня 1945 року — 362-ї піхотної дивізії. З 12 квітня 1945 року — командувач 7-м військовим округом. 6 травня 1945 року взятий в полон американськими військами. 27 червня 1947 року звільнений.

## Звання
- Фанен-юнкер (3 серпня 1914)
- Фанен-юнкер-унтерофіцер (20 жовтня 1914)
- Фенріх (15 лютого 1915)
- Лейтенант (12 червня 1915)
- Оберлейтенант (1 жовтня 1923)
- Гауптман (1 червня 1928)
- Майор (1 березня 1935)
- Оберстлейтенант (1 січня 1938)
- Оберст (1 листопада 1940)
- Генерал-майор (1 березня 1942)
- Генерал-лейтенант (1 січня 1943)

## Нагороди
- Залізний хрест
  - 2-го класу (4 грудня 1914)
  - 1-го класу (25 листопада 1918)
- Орден «За заслуги» (Баварія) 4-го класу з мечами
- Хрест «За військові заслуги» (Австро-Угорщина) 3-го класу з військовою відзнакою
- Нагрудний знак «За поранення» в чорному
- Почесний хрест ветерана війни з мечами
- Медаль «За вислугу років у Вермахті» 4-го, 3-го, 2-го і 1-го класу (25 років)
- Застібка до Залізного хреста
  - 2-го класу (4 жовтня 1939)
  - 1-го класу (20 жовтня 1939)
- Лицарський хрест Залізного хреста з дубовим листям
  - лицарський хрест (22 вересня 1941)
  - дубове листя (№572; 5 вересня 1944)
- Відзначений у Вермахтберіхт (2 червня 1944)